# Universitas Katolik Parahyangan

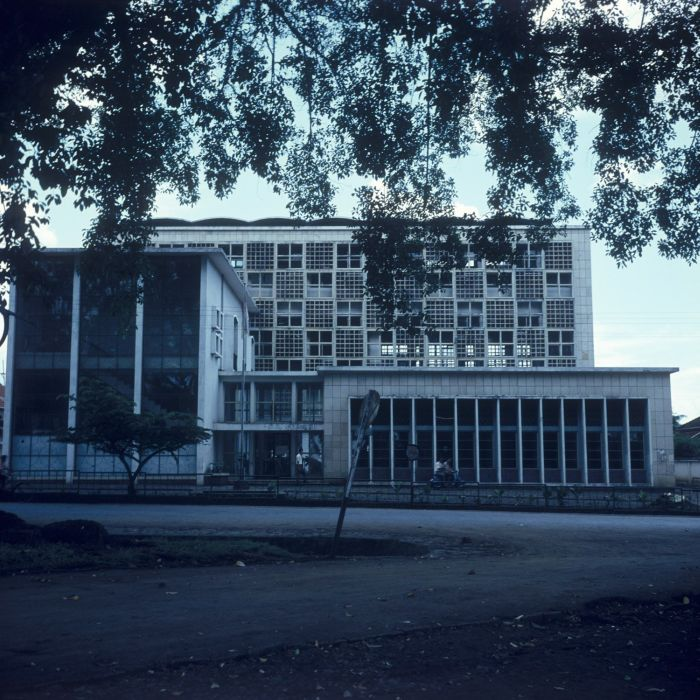
Universitas Katolik Parahyangan: Tropenmuseum

Die Universitas Katolik Parahyangan (kurz UNPAR) ist eine römisch-katholische Privatuniversität in Bandung auf Java, Indonesien.
Die Hochschule wurde 1955 vom katholischen Orden vom Heiligen Kreuz gegründet. Vorläufer war die von Pierre Marin Arntz OSC, Bischof von Bandung, und Paternus Nicholas Joannes Cornelius Geise OfM, Bischof von Bogor, gegründete Akademi Perniagaan. 1961 erfolgte die Anerkennung als Universität. An sieben Fakultäten werden circa 10.000 Studenten in Bachelor-, Master- und PhD-Programmen ausgebildet.
Derzeitiger Stiftungspräsident ist Antonius Subianto Bunjamin OSC, Bischof von Bistum Bandung.

## Fakultäten
- Faculty of Economics
- Faculty of Law
- Faculty of Political and Social Sciences
- Faculty of Engineering
- Faculty of Philosophy
- Faculty of Industrial Technology
- Faculty of Information Technology and Science